# Corno (gíria)

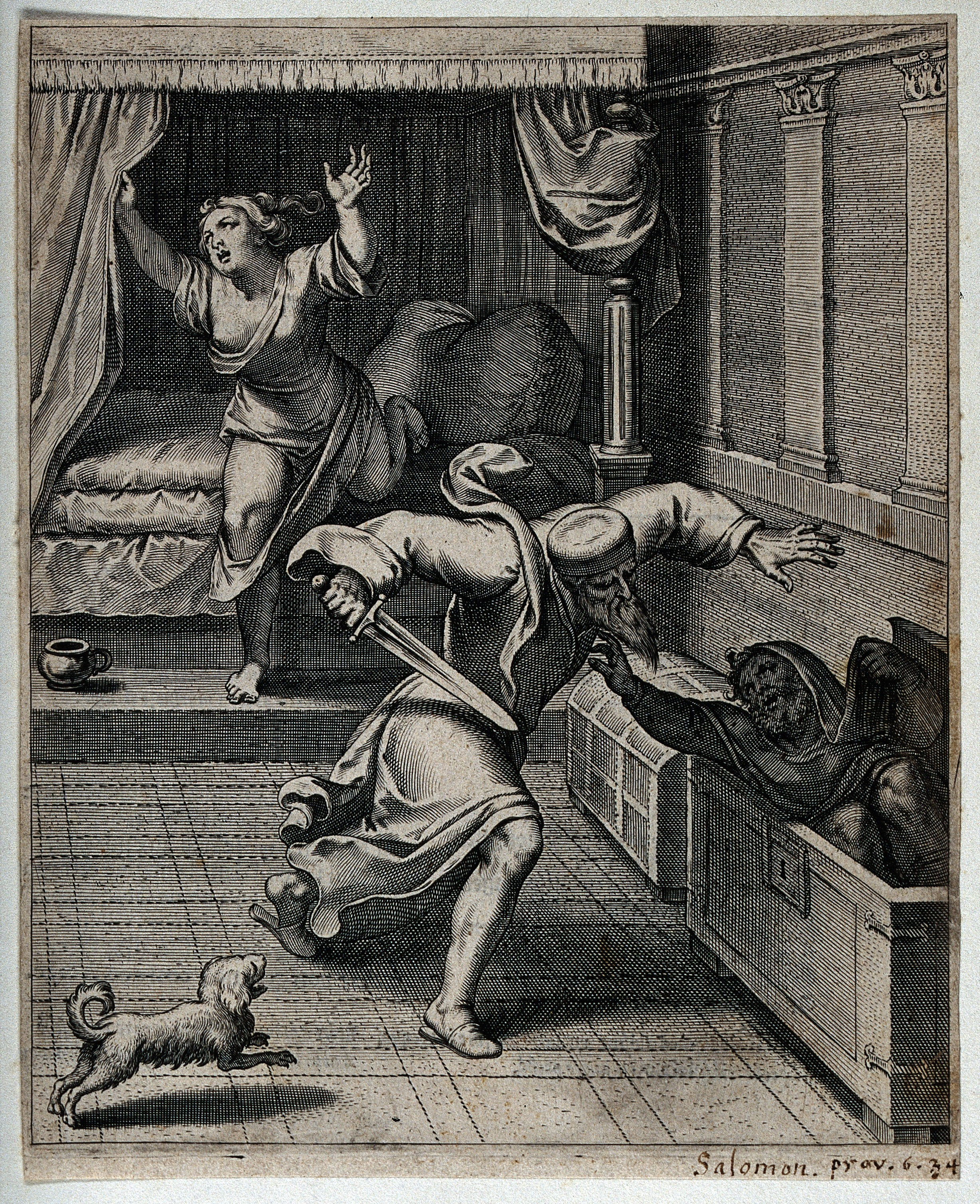
Um corno furioso avança sobre o rival com uma espada

Corno é uma palavra que designa uma pessoa que foi traída pelo seu companheiro(a). Essas pessoas traídas, além da desonra pública e infamia, têm a reputação vítima de muitas anedotas, onde normalmente se dão mal ou cometem algum crime. Cornos podem ser classificadas em vários tipos como corno manso, corno raivoso etc.

## Metáfora e Simbolismo
Um corno é aquele que, sabendo ou não, usa um par de chifres na cabeça, uma alusão aos hábitos de acasalamento dos bovídeos e cervídeos que perdem suas companheiras quando estas estão no cio e eles são derrotados por outro macho, sobrando-lhes somente as guampas de suas cabeças.
No folclore a lenda diz que na cabeça do traído começa a doer na região da testa, e que, ao melhor estilo do realismo fantástico, surgiriam cornos que cresceriam na sua fronte.
Existem outras teorias para a origem do termo: dentre elas, uma menciona que no período da Europa medieval, o homem traído deveria lavar sua honra com sangue, matando a esposa e o amante; caso falhasse, era hostilizado, recebendo uma peruca de touro, com dois chifres.
Chamar alguém de corno ou chifrudo é uma ofensa gravíssima tida como um dos piores insultos de opróbrio público. No entanto, se a difamação for verdadeira e o corno em questão não sabia, ele pode, por honra à sua dignidade, matar a infiel e seu amante, e isso foi considerado socialmente aceitável até poucos anos atrás (como se pode ver na novela Gabriela (2012), onde Jesuino mata sua esposa traidora). O cantor Amado Batista fez a música O Julgamento que trata exatamente da história de um corno que mata sua mulher traíra.
Um gesto chulo (considerado um insulto na Itália,  em Portugal, em Cuba e no Brasil), indicando que alguém é um corno, consiste em fechar os dedos da mão, prender o dedo médio e o dedo anular com o polegar, deixando levantados os dedos mínimo e indicador.
Dor de corno é quando o corno toma alguma atitude ao perceber sua condição: embriagar-se, vingar-se (às vezes matando a esposa e/ou o amante (chamado de "Ricardão"), etc.

## Como parafilia
Gostar de ser traído pode se tipificado como uma parafilia dos tipos Voyeurismo ou Exibicionismo, a depender das características assumidas: o corno voyeurista sente prazer em ver o parceiro fazer sexo com outra pessoa; o corno exibicionista tem a fantasia de fazer sexo com outra pessoa enquanto o parceiro assiste. As mulheres são mais propensas a fantasiar com um corno exibicionista do que fantasiar com um corno voyeurista.

## Na cultura popular
Um dos personagens da Legião dos Super-Heróis Brasileiros do extinto humorístico televisivo Casseta & Planeta é chamado "Ultra Corno", com direito a todos os clichês atribuídos à classe: é o último a saber da traição, conforma-se em ser traído, e não se divorcia da esposa infiel.
Na década de 1960 havia sido lançada uma versão com teto solar do Volkswagen Fusca; entretanto, a rejeição a esse dispositivo (ainda hoje raríssimo em automóveis brasileiros), levou o modelo a ser conhecido por Cornowagen.

## A traição como fetiche
Na língua inglesa (diferente da língua espanhola e da italiana, onde existem respectivamente as palavra cornudo e cornuto) não existe uma palavra que sirva de tradução literal da palavra portuguesa "corno" com o significado de "pessoa traída". A palavra "corno", no seu sentindo original que significa apêndices ósseos presentes na parte superior da cabeça de mamíferos artiodátilos (e cujo um sinônimo em português é a palavra "chifre") tem como tradução literal em inglês a palavra horn (que em inglês não é usada para se referir a cônjuges de adúlteros).
No entanto em inglês existe a palavra cuckold, usada nos países de língua inglesa para se referir a pessoas traídas. Cuckold também se tornou o nome de um fetiche relacionado ao adultério, que descreve o processo de achar prazerosa a ideia de trair ou ser traído. Na maioria das práticas de cuckold, o homem assume o papel de corno submisso e a mulher é quem realiza o adultério consensual. A mulher que assume o papel de dominadora nessa prática é chamada de cuckoldress.
Esse fetiche está muitas vezes associado com práticas de humilhação dentro do BDSM, como o small penis humiliation. A mulher humilha o parceiro submisso como se ele não transasse bem o suficiente ou como se o pênis dele não fosse grande o suficiente para dar prazer a ela. Então, elas usam um amante para mostrar ao parceiro "como é que deve ser feito".
Há diversas formas de praticar o cuckold, o fetiche pode ou não ter a presença ou a participação do parceiro traído. Quando não há participação nenhuma do submisso, a mulher pode sair para transar com o amante e depois contar os detalhes para o parceiro, transar com o amante num cômodo próximo para que o parceiro escute tudo ou gravar a transa com o amante e obrigar o parceiro a assistir depois. Quando há participação do submisso, o parceiro pode ficar apenas observando a ação como uma forma de voyeurismo ou pode participar da ação, porém recebendo menos atenção que o amante ou até mesmo algum tipo de humilhação durante o sexo.
A palavra "cuckold" é derivada dos pássaros do gênero  Cuculidae, que em inglês chama-se "cuckoo" (conhecidos por "cuco", entre outros nomes, em português), conhecidos por botar seus ovos nos ninhos de outros pássaros. E o feminino de cuckold é geralmente referido como cuckquean(ou cuckqueen) quando o papel de corno é realizado por uma mulher nesse fetiche. Os praticantes de cuckold e as praticantes de cuckquean geralmente obtêm prazer sexual ao assistir seu parceiro ou sua parceira fazer sexo com uma ou mais pessoas.